# SVT World
SVT World, tidigare SVT Europa, var Sveriges Televisions utlandskanal som sändes via satellit i Europa,  Afrika, Asien och Australien samt via IPTV till hela världen.
Kanalen etablerades 1988 för att sända rikssvenska program till Finlands svenskspråkiga delar. 1997 började kanalen sända till hela Europa och bytte namn till SVT Europa. Senare blev kanalen tillgänglig i andra världsdelar och bytte så småningom namn till SVT World.
Utbudet bestod av en mix av främst svenskproducerade program från SVT:s samtliga kanaler. Av rättighetsskäl fick de flesta utländska program inte sändas. Som text-tv sändes samtliga SVT Texts sidor.
Enligt beslut i SVT:s styrelse i oktober 2016 lades sändningarna ned den 30 april 2017. Beslutet togs eftersom verksamheten inte längre sågs som ekonomiskt hållbar som en följd av ökad konkurrens och att sändningarna i Finland hade upphört.

## Historik
Kanalen inledde sina sändningar i södra Finland 1 december 1988 i det analoga marknätet. Vid starten hette kanalen TV4, eftersom den var Finlands fjärde tv-kanal vid sändningsstarten.
Satellitsändningarna till hela Europa inleddes den 10 december 1997 och då döptes kanalen om till SVT Europa.
Vid årsskiftet 2009/2010 döptes kanalen om till SVT World, ett namn den behöll fram till nedläggningen 2017.

## Distributionshistorik

### Finland
Kanalen sände regionalt analogt i den finska marknätet från 1 december 1988. Mellan september 2007 och augusti 2011 sändes kanalen i digitala marknätet i hela Finland.
Från och med den 1 september 2011 sändes SVT World inte längre på egen kanalplats i det finska marknätet, utan den delade kanalplats med finlandssvenska YLE Fem. Till den sista augusti 2013 sändes Yle Fems program i hela Finland, medan SVT World kunde ses bara i södra Finland och längs kusten, men från den 1 september 2013 sändes även SVT Worlds program i hela Finland. Yle Fem sände på morgnar, sena eftermiddagar och prime time, SVT World när YLE Fem inte hade sändningar. SVT World vidaresändes dock i originalversion, 24 timmar om dygnet, i finska kabel- och IPTV-nät i hela Finland.

### Övriga världen
Först var det bara tillåtet för privathushåll att ta emot kanalen. 1999 tecknades ett avtal om vidaresändning i spanska kabelnät och år 2000 fick även hotell utanför Norden möjlighet att abonnera på kanalen. Sändningarna är krypterade och kostnaderna finansieras av abonnemangsavgifter.
Under 1997-2007 sändes kanalen över satelliten Sirius 2. I december 2007 flyttades sändningen till satelliten Eutelsat (fd Eurobird) 9A på positionen 9 grader öst, med täckning över hela Europa, norra Afrika och västra Asien. 
I april 2005 började man också sända över satelliten Thaicom 5 på 78,5 grader öst till Asien, Australien och stora delar av Afrika. Dessa sändningar sker på C-band och kräver paraboldiametrar på 1,8 - 3 m. 
I december 2009 inleddes sändningar i Nordamerika via IPTV. Våren 2012 utvidgades IPTV-sändningarna till hela världen.